# Asmate litoralaria
Asmate litoralaria är en fjärilsart som beskrevs av Turati 1905. Asmate litoralaria ingår i släktet Asmate och familjen mätare. Inga underarter finns listade i Catalogue of Life.